# Benjamin Bailly

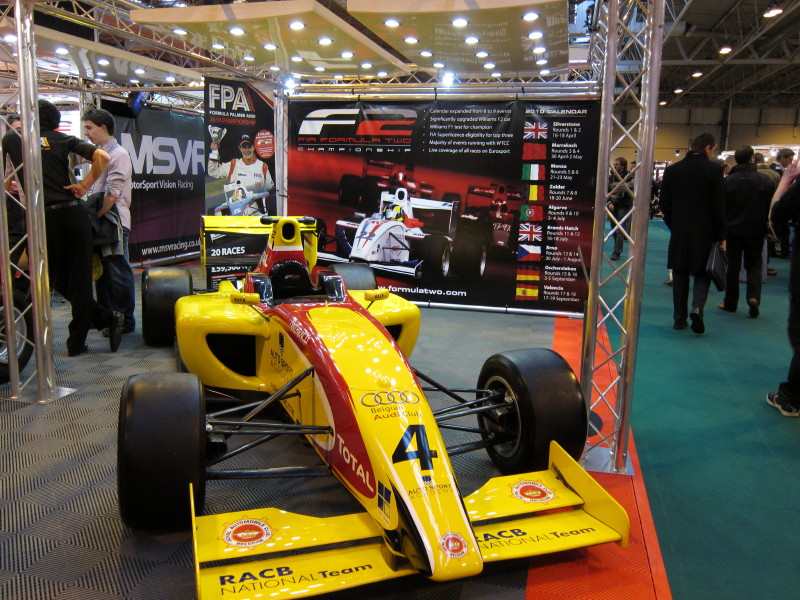
Benjamin Baillys Williams JPH1B F2 från 2010.

Benjamin Bailly, född 25 maj 1990 i Liège, är en belgisk racerförare.

## Racingkarriär
Bailly körde flera år i karting, innan han 2008 tog klivet upp till formelbilsracing. Första året blev det bara två race i Formula Renault 2.0 West European Cup, men året efter vann han Formul'Academy Euro Series överlägset före schweizaren Yann Zimmer. 2010 tävlade han i FIA Formula Two Championship och vann sin första tävling i det andra racet på Circuit Zolder. Totalt slutade han på sjunde plats.
| År                                               | Klass/Mästerskap                      | Team                  | Bil                            | Totalt/poäng | Bästa placering         |
| ------------------------------------------------ | ------------------------------------- | --------------------- | ------------------------------ | ------------ | ----------------------- |
| 2008                                             | Formula Renault 2.0 West European Cup | Boutsen Energy Racing | Tatuus FR2000 (Renault)        | -/0p         | 20:e på Nogaro (Race 2) |
| 2009                                             | Formul'Academy Euro Series            | ?                     | Signatech (Renault K4MRS 1600) | 1:a/162p     | Sex segrar              |
| 2010                                             | FIA Formula Two Championship          | RACB (huvudsponsor)   | Williams JPH1B F2 (Audi)       | 7:a/130p     | 1:a på Zolder (Race 2)  |
| 2011                                             | Radical European Masters - Masters    | ?                     | ?                              | 18:e/70p     | ?                       |
| Senast uppdaterad: 2011-11-09 (4811 dagar sedan) |                                       |                       |                                |              |                         |